# ملعب كيه سي
ملعب كيه سي (بالإنجليزية: KC Stadium)‏ هو ملعب مُتعدد الاستخدام يقع في مدينة كينغستون أبون هل في شرق إنجلترا. ظهرت خطط إنشائه لأول مرة في أواخر التسعينيّات، وافتُتح في 18 ديسمبر 2002 بتكلفة قُدرت بنحو 44 مليون جنيه إسترليني. استُقي اسم الملعب من شركة كيه سي للاتصالات راعية المشروع. تعود ملكية الملعب إلى مجلس مدينة هُل وتُديره شركة إدارة الملعب (Stadium Management Company) التي تُخطط لزيادة طاقته الاستيعابية إلى 30,000 متفرج.
تتألف مُدرجات ملعب كيه سي من طابق واحد ما عدا الجهة الغربية التي تتألف من طابقين، وتبلغ قدرته الاستيعابية 25,400 متفرج في الوقت الحالي. ولا يقتصر استخدامه في كرة القدم، حيث تُمارس عليه الرغبي أيضاً. يستضيف الملعب المسابقات الدولية لكلتا الرياضتين، كما يُقيم الفنانون عليه الحفلات الموسيقية مثل إلتون جون وذا هو.

## معرض صور

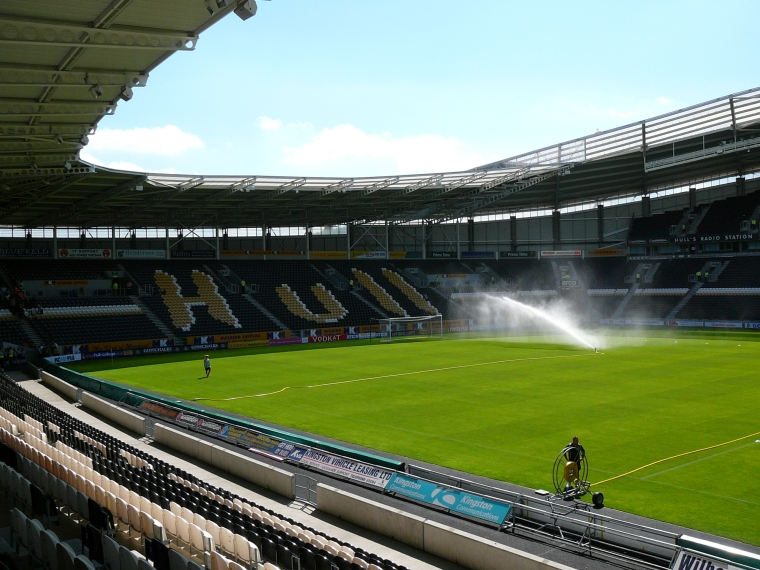
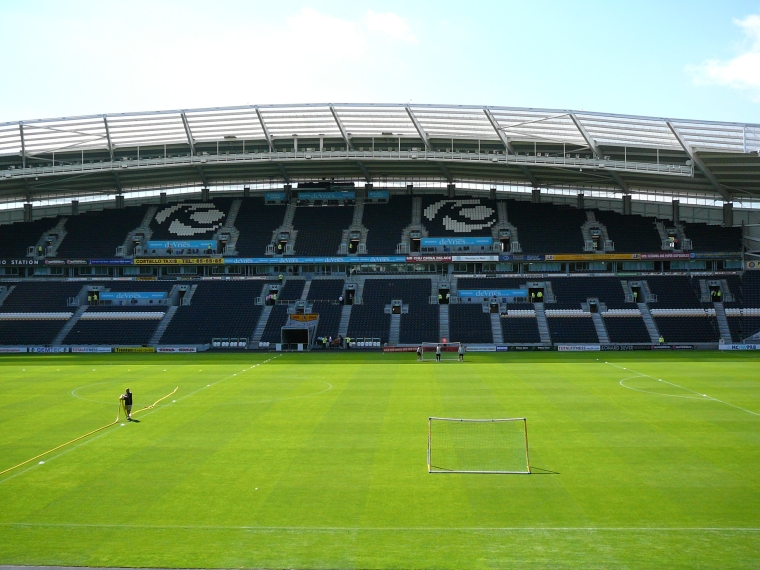
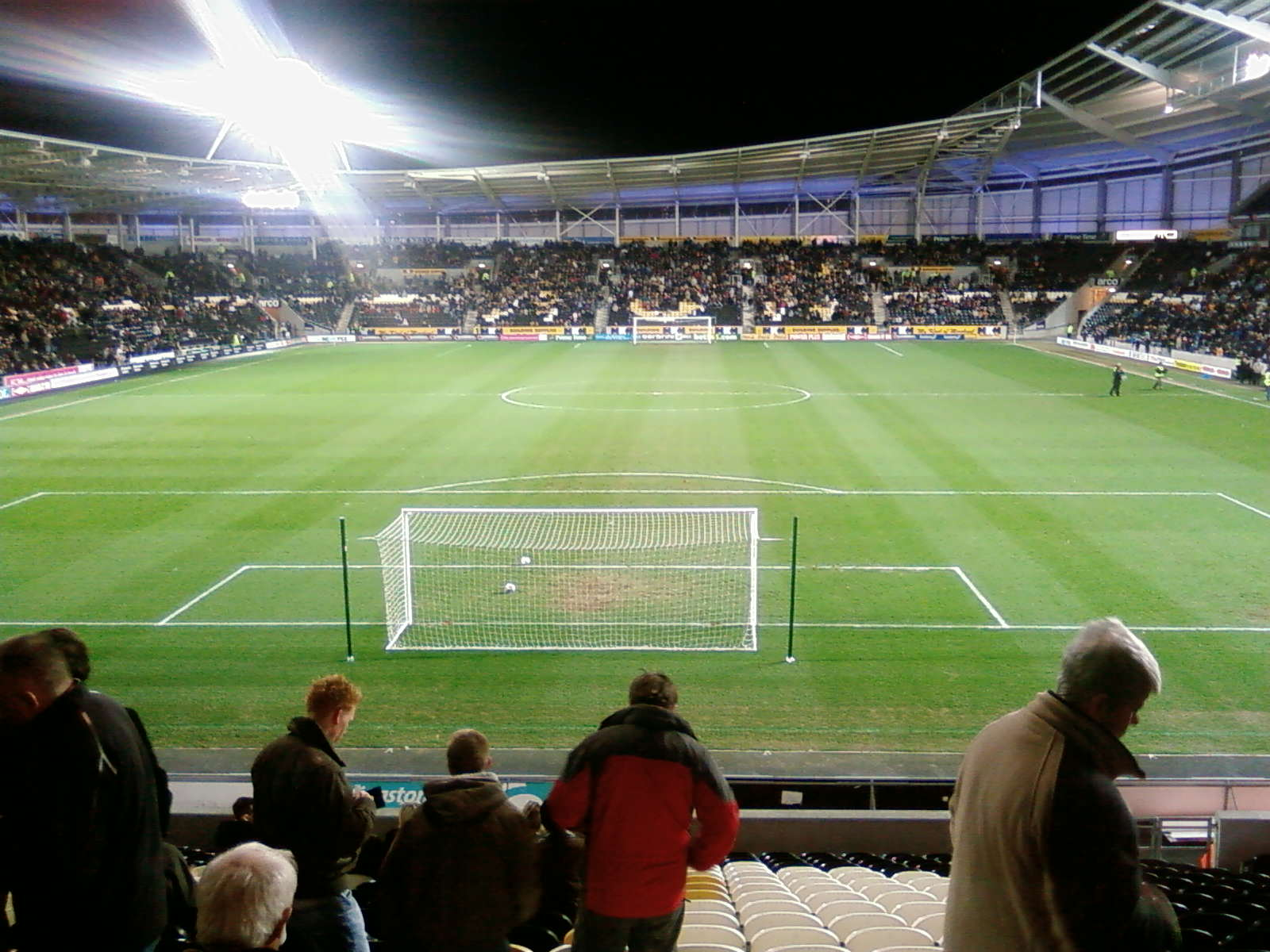
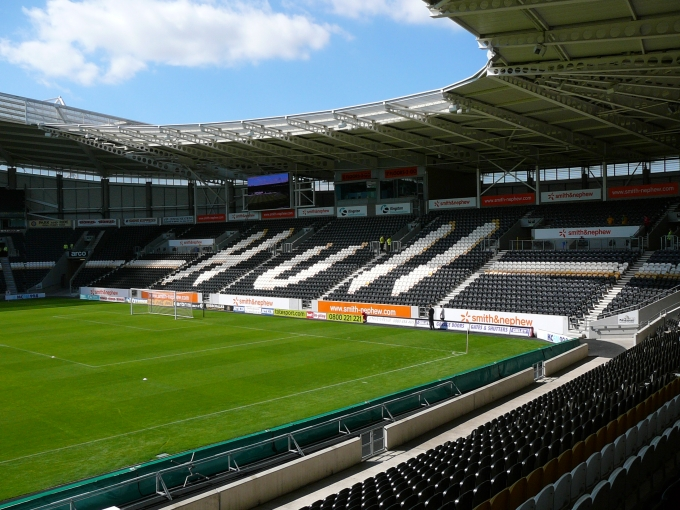